# Jean-Claude Turcotte

Jean-Claude kardinál Turcotte (26. června 1936 Montréal - 8. dubna 2015, Montréal) byl kanadský římskokatolický kněz, arcibiskup Montrealu, kardinál.

## Kněz
Studoval v kněžském semináři v Montrealu, kněžské svěcení přijal 24. května 1959. Působil jako duchovní v arcidiecézi Montreal, v letech 1964 - 1965 si doplnil studia ve francouzském Lille. Po návratu do Montrealu se věnoval duchovní práci v dělnických centrech, staral se také o formaci seminaristů ke kněžství. Byl kanovníkem katedrální kapituly v Montrealu a od září 1981 generálním vikářem arcidiecéze.

## Biskup
V dubnu 1982 byl jmenován pomocným biskupem arcidiecéze Montreal, biskupské svěcení přijal 29. června 1982, světitelem byl tehdejší arcibiskup Montrealu a pozdější kardinál Paul Grégoire. O necelých osm let později, 17. března 1990, nahradil kardinála Grégoira (který mezitím dovršil kanonický věk) na arcibiskupském stolci.

## Kardinál
Kardinálem ho jmenoval papež Jan Pavel II. 26. listopadu 1994. Dne 20. března 2012 přijal papež Benedikt XVI. jeho rezignaci na funkci arcibiskupa. Jeho nástupcem se stal arcibiskup Christian Lépine.
Zemřel 8. dubna 2015 v Montréalu.